# Grand Raid 2024
Navigation
Édition précédente Édition suivante
Le Grand Raid 2024, trente-sixième édition (ou trente-deuxième si l'on ne tient pas compte des premières dénominations) du Grand Raid se déroule du 17 au 20 octobre 2024.
Cette édition propose une nouvelle course du Grand Raid[source secondaire souhaitée], le Métis Trail. Les sentiers du Maïdo ravagés par un incendie en 2020, sont  de retour dans cette édition ; les traileurs peuvent courir de nouveau dans les remparts du Maïdo[source insuffisante].
La course principale est remportée par Mathieu Blanchard chez les hommes et Manon Bohard chez les femmes.[réf. nécessaire]

## Catégories de course
Cinq courses sont proposées à l'ensemble des participants; distance et dénivelé en 2024[source secondaire souhaitée] :
- la Diagonale des Fous (ou Grand Raid) - 170 km et 10 500 m de D+
- le Trail de Bourbon - 100 km et 6 090 m de D+
- la Mascareignes - 70 km et 4 000 m de D+
- le Zembrocal Trail - relais à 4 de 151 km et 9 130 m de D+
- le Métis Trail - 50 km et 2 500 m de D+

## Vainqueurs
- Si vous ne connaissez pas le sujet, laissez ce bandeau (vous pouvez alors contacter les auteurs).
- Si vous supprimez le contenu mis en cause (vous pouvez préalablement contacter les auteurs),

argumentez précisément cette suppression dans la page de discussion
(un manque de référence n'est pas un argument ; une recherche réelle de référence doit avoir été effectuée, être formellement documentée).
| Course             | Éd. | Hommes | Hommes            | Hommes           | Femmes | Femmes         | Femmes           |
| ------------------ | --- | ------ | ----------------- | ---------------- | ------ | -------------- | ---------------- |
|                    |     | Rang   | Athlète           | Temps            | Rang   | Athlète        | Temps            |
| Diagonale des Fous | 36e | 1er    | Mathieu Blanchard | 23 h 25 min 02 s | 25e    | Manon Bohard   | 31 h 49 min 55 s |
| Trail de Bourbon   | 23e | 1er    | Louison Coiffet   | 12 h 27 min 28 s | 14e    | Leslie Nowicki | 16 h 39 min 34 s |
| La Mascareignes    | 13e | 1er    | Alexandre Dépêche | 8 h 28 min 06 s  | 22e    | Laure Rebuffet | 10 h 12 min 31 s |
| Le Zembrocal Trail | 8e  | 1er    | Team Vetyver      | 19 h 44 min 30 s | 4e     | Zaipamal       | 24 h 21 min 20 s |
| Le Métis Trail     | 1re | 1er    | Corentin Fourni   | 6 h 28 min 21 s  | 9e     | Marcelle Puy   | 7 h 17 min 27 s  |

## Resumé
- Si vous ne connaissez pas le sujet, laissez ce bandeau (vous pouvez alors contacter les auteurs).
- Si vous supprimez le contenu mis en cause (vous pouvez préalablement contacter les auteurs),

argumentez précisément cette suppression dans la page de discussion
(un manque de référence n'est pas un argument ; une recherche réelle de référence doit avoir été effectuée, être formellement documentée).
Voici un classement des trois premiers(ères) des 5 courses par les point de ravitaillements:

### Diagonale des Fous
| Hommes                   | Temps      | Femmes           | Temps      |
| ------------------------ | ---------- | ---------------- | ---------- |
| Simon Desvaux de Marigny | 1h 11m 42s | Manon Bohard     | 1h 19m 57s |
| Romain Olivier           | 1h 12m 12s | Maryline Nakache | 1h 24m 59s |
| Mathieu Blanchard        | 1h 12m 36s | Julia Brulin     | 1h 25m 13s |

| Hommes            | Temps           | Femmes           | Temps               |
| ----------------- | --------------- | ---------------- | ------------------- |
| Ben Dhiman        | 3h 23m 49s      | Manon Bohard     | 3h 58m 43s          |
| Mathieu Blanchard | 3h 23m 57s +08s | Maryline Nakache | 4h 08m 19s +9m 36s  |
| Francesco Cucco   | 3h 24m 41s +52s | Ingrid Terrier   | 4h 11m 36s +12m 53s |

| Hommes                   | Temps               | Femmes           | Temps               |
| ------------------------ | ------------------- | ---------------- | ------------------- |
| Ben Dhiman               | 4h 40m 07s          | Manon Bohard     | 5h 34m 56s          |
| Mathieu Blanchard        | 4h 40m 48s +41s     | Maryline Nakache | 5h 46m 19s +11m 23s |
| Aurélien Dunand-Pallaz * | 4h 42m 53s +02m 46s | Ingrid Terrier   | 5h 51m 34s +16m 38s |

| Hommes            | Temps               | Femmes           | Temps               |
| ----------------- | ------------------- | ---------------- | ------------------- |
| Mathieu Blanchard | 5h 38m 20s          | Manon Bohard     | 6h 49m 55s          |
| Ben Dhiman        | 5h 38m 49s +29s     | Maryline Nakache | 7h 00m 16s +10m 21s |
| Germain Grangier  | 5h 42m 47s +04m 27s | Ingrid Terrier   | 7h 08m 09s +18m 14s |

| Hommes                | Temps               | Femmes           | Temps               |
| --------------------- | ------------------- | ---------------- | ------------------- |
| Mathieu Blanchard     | 7h 04m 31s          | Manon Bohard     | 8h 34m 50s          |
| Ben Dhiman            | 7h 04m 48s +23s     | Maryline Nakache | 8h 49m 30s +15m 01s |
| Jean-Philippe Tschumi | 7h 06m 45s +02m 14s | Ingrid Terrier   | 8h 56m 45s +22m 34s |

| Hommes                | Temps               | Femmes           | Temps               |
| --------------------- | ------------------- | ---------------- | ------------------- |
| Mathieu Blanchard     | 7h 42m 45s          | Manon Bohard     | 9h 21m 06s          |
| Ben Dhiman            | 7h 44m 07s +01m 22s | Maryline Nakache | 9h 39m 24s +18m 18s |
| Jean-Philippe Tschumi | 7h 44m 33s +01m 48s | A venir          | A venir             |

| Hommes                | Temps               | Femmes  | Temps   |
| --------------------- | ------------------- | ------- | ------- |
| Mathieu Blanchard     | 8h 20m 42s          | A venir | A venir |
| Ben Dhiman            | 8h 21m 11s +29s     | A venir | A venir |
| Jean-Philippe Tschumi | 8h 21m 46s +01m 04s | A venir | A venir |

| Hommes                | Temps               | Femmes  | Temps   |
| --------------------- | ------------------- | ------- | ------- |
| Mathieu Blanchard     | 8h 49m 24s          | A venir | A venir |
| Jean-Philippe Tschumi | 8h 51m 18s +01m 54s | A venir | A venir |
| Ben Dhiman            | 8h 51m 23s +01m 59s | A venir | A venir |

| Hommes                | Temps               | Femmes  | Temps   |
| --------------------- | ------------------- | ------- | ------- |
| Mathieu Blanchard     | 9h 46m 05s          | A venir | A venir |
| Jean-Philippe Tschumi | 9h 47m 51s +01m 46s | A venir | A venir |
| A venir               | A venir             | A venir | A venir |

* : Vainqueur du Grand Raid 2023.

### Zembrocal Trail
Voici un résumé rapide du Zembrocal Trail:
| Equipes Hommes  | Temps      | Equipes Femmes        | Temps      |
| --------------- | ---------- | --------------------- | ---------- |
| Team Vetyver    | 1h 09m 36s | Oxyvrettes            | 1h 24m 56s |
| Crown Antsirabe | 1h 09m 42s | The Piplettes Company | 1h 25m 41s |
| Team AJS        | 1h 11m 50s | Les Zembro'Ailes      | 1h 30m 33s |

Abandon:  Crown Antsirabe
| Hommes       | Temps      | Femmes           | Temps       |
| ------------ | ---------- | ---------------- | ----------- |
| Team Vetyver | 9h 09m 31s | Oxyvrettes       | 11h 11m 39s |
| TPC Hommes   | 9h 25m 59s | TPC              | 12h 10m 08s |
| Team PTP     | 9h 29m 51s | Les Zembro'Ailes | 12h 16m 56s |